# Rikiosatoa vandervoördeni
Rikiosatoa vandervoördeni là một loài bướm đêm trong họ Geometridae.